# Imeria dentata
Imeria dentata là một loài tò vò trong họ Ichneumonidae.